# Ludilo
Ludilo är Suzana Jovanovićs nionde studioalbum efter några års uppehåll. Den släpptes via Grand Production, år 2010.

## Låtlista
1. Ludilo (Galenskap)
2. Bela košulja (Vit skjorta)
3. Svatba bez mladoženje (Bröllop utan brudgum)
4. Za šta ti služim ljubavi (Att älska vad du tjänar)
5. Pijana ljubav (Berusad kärlek)
6. Suzana (Duett med Alen Ademović)
7. Kad tad (Förr eller senare)
8. Zauvek njen (Hennes evigt)